# Andrzej Matuszczyk
Andrzej Matuszczyk (ur. 6 lutego 1944 w Krakowie) – polski działacz turystyczny, autor licznych przewodników po Beskidach (46 pozycji) oraz map turystycznych (25 tytułów).

## Życiorys
Absolwent Akademii Górniczo-Hutniczej im. Stanisława Staszica. Członek PTTK od 1961, od 1962 działacz społeczny Towarzystwa. Aktywny w publicystyce prasowej na tematy górskie, narciarskie i ekologiczne (łącznie 1300 tekstów). Od 1972 specjalizuje się w problematyce szlaków turystycznych.